# Centaurea bachtiarica
Centaurea bachtiarica — вид квіткових рослин айстрових (Asteraceae). Ендемік: пд.-зх. Ірану.